# Ананьин, Олег Игоревич
Оле́г И́горевич Ана́ньин (род. 18 июля 1949, Москва) — советский и российский экономист, кандидат экономических наук (1976), ординарный профессор НИУ ВШЭ (2006), ведущий научный сотрудник сектора философии и методологии экономической науки Центра методологических и историко-экономических исследований Института экономики РАН.

## Биография
Окончил экономический факультет МГУ (1972), аспирантуру Института экономики АН СССР (1972—1975), защитил кандидатскую диссертацию на тему «Политико-экономические вопросы руководства народным хозяйством в чехословацкой литературе 60-х годов».
С 1975 года работал младшим научным сотрудником в Институте экономики АН СССР, в 1979—1984 годах перешёл во Всесоюзный научно-исследовательский институт системных исследований ГКНТ и АН СССР. С 1984 года по настоящее время работает в Институте экономики РАН (АН СССР): старшим, затем ведущим научным сотрудником. В 1988—1996 являлся профессором экономического факультета МГУ.
Является одним из основателей Высшей школы экономики. С 1993 года — профессор НИУ ВШЭ. В 2006 году присвоено звание ординарного профессора, в 2019 году — заслуженного профессора. Член учёного совета НИУ ВШЭ. Создал и возглавлял кафедру истории экономики и экономического анализа, позднее преобразованную в кафедру экономической методологии и истории (1993—2011).
В 2014 году инициировал создание магистерской программы «Политика. Экономика. Философия» в НИУ ВШЭ — междисциплинарной англоязычной программы по социальным наукам по принципу оксфордской «Philosophy, politics and economics» (PPE). Являлся академическим руководителем программы до 2019 года.

## Научная деятельность
Автор свыше 130 научных работ, является членом редколлегий журналов «Вопросы теоретической экономики» (с 2017), «Журнал Новой экономической ассоциации» (с 2015), «Вопросы экономики» (с 2008). Член рецензионного консультативного совета журнала Journal of the History of Economic Thought (с 2021), член Европейского общества истории экономической мысли (ESHET), член редакционного совета по исследованиям в области экономической методологии (SCEME) издательства Routledge.
Индекс Хирша по РИНЦ — 18.
Основные научные интересы:
- Философия и методология экономической науки
- История экономической мысли
- Советская экономическая мысль
- Институциональная экономика

## Основные публикации
- Ричард Кантильон. Опыт о природе коммерции: общие вопросы / Под общ. ред.: О. И. Ананьин. Сост.: О. И. Ананьин. Перев.: О. И. Ананьин. М., СПб.: Издательство Института Гайдара, 2024.
- Ананьин О. И. Экономическая наука: вызов фрагментации // В кн. : Сегментация экономической науки и проблемы синтеза. Сборник материалов IV Октябрьской международной научной конференции по проблемам теоретической экономики. / Отв. ред.: А. А. Мальцев, О. А. Славинская. . СПб Алетейя, 2024. С. 27-50.
- Ананьин О. И. Модели экономического поведения в теории Ричарда Кантильона // В кн. : Экономическая теория до и после маржиналистской революции: Сборник материалов III Октябрьской международной научной конференции по проблемам теоретической экономики, 20-21 октября 2021 г. / Под общ. ред.: А. Я. Рубинштейн, В. С. Автономов. . Алетейя, 2022. С. 166—185.
- Ананьин О. И., Рубинштейн А. Я. Государство: Теоретические аспекты исследования. Введение // В кн. : Экономическая теория государства: Новая парадигма патернализма. / Под общ. ред.: А. Е. Городецкий, А. Я. Рубинштейн, Р. С. Гринберг. . Алетейя, 2020. Гл. Часть 2. С. 100—111.
- Истоки: экономика — «мрачная наука»? / Рук.: В. С. Автономов. Сост.: Д. В. Мельник, О. И. Ананьин. М.: Издательский дом НИУ ВШЭ, 2019.
- Melnik D. V., Ananyin O. I. Fighting Dogma, Rescuing Doctrine. Toward a History of Ownership Debates in Soviet Economic Literature, in : Populating No Man’s Land. Economic Concepts of Ownership under Communism. / Ed. by J. M. Kovacs,. . Lexington Books — The Rowman & Littlefield Publishing Group, 2018. P. 231—260.
- Ананьин О. И. Метаморфозы теоретической экономики: От Ричарда Кантильона до Ричарда Талера // В кн. : Экономическая теория: Триумф или кризис?. . СПб Международный центр социально-экономических исследований «Леонтьевский центр», 2018. С. 231—251.
- Маркс К. Капитал. Критика политической экономии. Т. 1. 2-е издание, перераб. и доп. / Науч. ред.: П. Н. Клюкин, Л. Л. Васина, О. И. Ананьин. Под общ. ред.: П. Н. Клюкин. Науч. ред. перевода: П. Н. Клюкин. М.: Эксмо, 2017.
- Ананьин О. И. Онтологические предпосылки экономических теорий // В кн. : Предпосылки экономической теории: критический анализ. / Под общ. ред.: Р. М. Нуреев. — СПб Алетейя, 2017. С. 14-55.
- Ананьин О. И. Экономическая теория К. Маркса // В кн. : Экономическая теория в историческом развитии: взгляд из Франции и России. / Под общ. ред.: А. Г. Худокормов, А. Лапидюс. — М.: Инфра-М, 2016. С. 464—487.
- Ананьин О. И. Ричард Кантильон: первый опыт построения теоретико-экономической системы // В кн. : Эволюция экономической теории: воспроизводство, технологии, институты. / Сост.: В. И. Маевский, С. Г. Кирдина. — СПб Алетейя, 2015. С. 9-18.
- Ананьин О. И. Экономика: наука и/или искусство // В кн. : Политическая экономия: прошлое, настоящее, будущее: монография. / Науч. ред.: В. М. Гей, В. Н. Тарасевич. — ЦУЛ, 2014. С. 248—276.
- Автономов В. С., Ананьин О. И., Макашева Н. А., Гловели Г. Д., Капелюшников Р. И., Афонцев С. А. История экономических учений: Учебное пособие / Под общ. ред.: В. С. Автономов, О. И. Ананьин, Н. А. Макашева. М.: ИНФРА-М, 2013.
- Ананьин О. И. Введение к новому изданию «Капитала» Карла Маркса // В кн. : Капитал. / Науч. ред.: Л. Л. Васина, П. Н. Клюкин, О. И. Ананьин, Р. Г. Хаиткулов, Д. Е. Шестаков. Т. 1. М Эксмо, 2011. С. 16-29.
- Карл Маркс. Капитал. Критика политической экономии. Том I / Отв. ред.: П. Н. Клюкин. Науч. ред.: П. Н. Клюкин, О. И. Ананьин, Л. Л. Васина, Р. Г. Хаиткулов, Д. Е. Шестаков. Перев.: П. Н. Клюкин. М.: Эксмо, 2011. Т. 1.
- Ананьин О. И. Экономическая компаративистика: методология, опыт, перспективы // В кн. : Экономика цивилизаций в глобальном измерении. / Отв. ред.: А. А. Пороховский, В. Н. Тарасевич. . М ТЕИС, 2011. Гл. 2.1. С. 109—141.
- Автономов В. С., Макашева Н. А., Гловели Г. Д., Латов Ю. В. Классики экономической мысли (CD-ROM) / Сост.: О. И. Ананьин. М.: Директмедиа Паблишинг, 2008.
- Одинцова М. И., Ольсевич Ю. Я., Одинцова А. В., Кошовец О. Б. Экономика как искусство. Методологические вопросы применения экономической теории в прикладных социально-экономических исследованиях / Отв. ред.: О. И. Ананьин. М.: Наука, 2008.
- Ананьин О. И. Структура экономико-теоретического знания. Методологический анализ М.: Наука, 2005.
- Ананьин О. И., Гайдар Е. Т., Герасимович В. Н., Шаталин С. С. Некоторые теоретические проблемы совершенствования хозяйственного механизма на современном этапе // В кн. : Сборник трудов ВНИИСИ. / Отв. ред.: С. С. Шаталин. Вып. 6. М ВНИИ Системных исследований, 1986. С. 4-22.
- Ананьин О. И., Гайдар Е. Т. Хозяйственные реформы в социалистической экономике: некоторые дискуссионные вопросы // В кн. : Сборник трудов ВНИИСИ. / Отв. ред.: С. С. Шаталин. Вып. 6. М ВНИИ Системных исследований, 1986. С. 60-75.
- Ананьин О. И., Гайдар Е. Т., Герасимович В. Н., Голанд Ю. М. К разработке концепции совершенствования хозяйственного механизма // В кн. : Система факторов экономического развития. (Вопросы теории и практики). Сборник трудов ВНИИСИ. / Отв. ред.: С. С. Шаталин, Г. С. Ронкин. Вып. 1. М ВНИИ Системных исследований, 1985. С. 24-38.
- Ананьин О. И., Гайдар Е. Т. Сравнительный метод и его использование в исследовании хозяйственных механизмов // В кн. : Сравнительный анализ хозяйственных механизмов социалистических стран. Сборник трудов ВНИИСИ. / Отв. ред.: С. С. Шаталин . Вып. 15. М ВНИИ Системных исследований, 1984. С. 3-26.